# Ightham
Ightham è un villaggio e parrocchia civile dell'Inghilterra, appartenente alla contea del Kent. È noto per essere situata nelle vicinanze del maniero di Ightham Mote (National Trust), risalente al 1320 e considerato uno degli esempi più completi e significativi di architettura medievale inglese.